# Auguste-Callixte-Jean Bonnabel

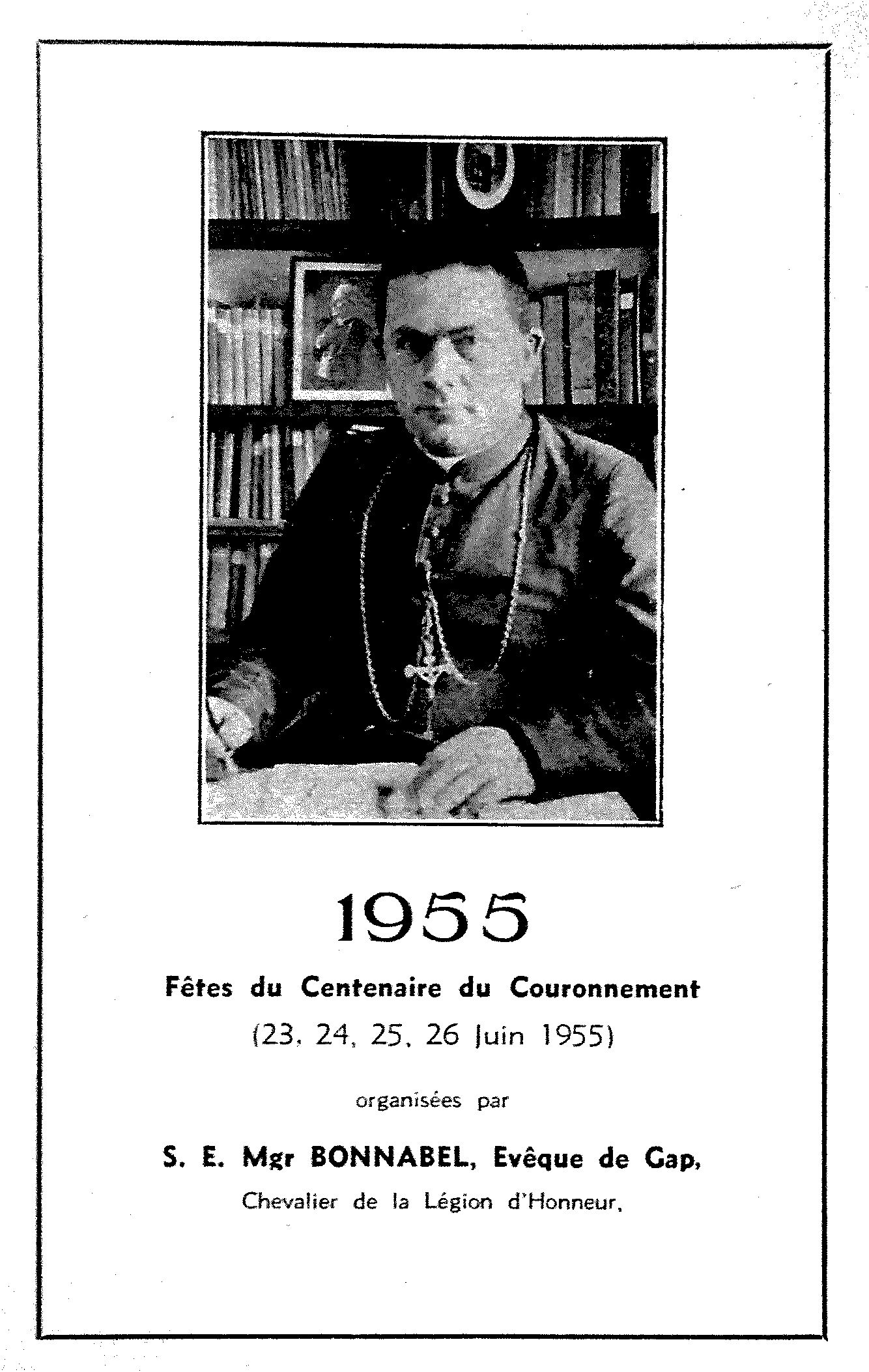
Auguste-Callixte-Jean Bonnabel

Auguste-Callixte-Jean Bonnabel (* 6. Dezember 1886 in Baratier; † 7. November 1967 in Gap) war ein französischer Geistlicher.

## Leben
Auguste-Callixte-Jean Bonnabel wurde 1886 in Baratier geboren. Am 29. Juni 1912 wurde er zum Priester für das Bistum Gap geweiht.
Papst Pius XI. ernannte ihn am 16. August 1932 zum Bischof von Gap. Camille Pic, Bischof von Valence und sein Vorgänger als Bischof von Gap, weihte ihn am 26. Oktober 1932 zum Bischof. Mitkonsekratoren waren Paul-Jules-Narcisse Rémond, Bischof von Nizza, und Cosme-Benjamin Jorcin, Bischof von Digne.
Am 13. Februar 1961 nahm Papst Johannes XXIII. sein Rücktritt an und ernannte ihn zum Titularbischof von Zuri.